# Bruno Duarte da Silva
Bruno Duarte da Silva (São Paulo, 1996. március 24. –) brazil labdarúgó, az ukrán Lviv játékosa.

## Pályafutása

### Portuguesa
A São Paulo, a Palmeiras és a Portuguesa korosztályos csapataiban nevelkedett. 2016. június 4-én debütált a Portuguesa színeiben a Ypiranga FC (RS) csapata elleni harmadosztályú brazil bajnoki mérkőzésen. 2017. június 4-én szerezte meg az első bajnoki gólját a Guarani csapata ellen. 2018 márciusában kérte a klubot, hogy bontsák fel a szerződését.

### FC Lviv
Júliusban három éves szerződést írt alá az ukrán Lviv csapatával. A hónap végén az Arszenal Kijiv ellen debütált a bajnokságban. Augusztus 26-án a Mariupol elleni 2–2-re végződő mérkőzésen szerezte meg első gólját új klubjában.